# 謝世輝
謝 世輝（しゃ せいき、1929年3月10日 - ）は、日本の物理学者。本名：河津 世輝。台湾出身。

## 経歴
台湾・台南市出身。国立台湾大学卒業、1959年名古屋大学大学院理学研究科物理学専攻博士課程修了、「高エネルギーにおける重陽子の光分解」で理学博士。その後東京大学素粒子研究所をへて、相模工業大学助教授、教授、東海大学文明研究所教授。
はじめ子供向けの宇宙の本などを書いていたが、1970年代に西洋中心でない世界史を執筆、1980年代からは自己啓発書を多く書いた。

## 著書
- 『宇宙開発』（三一新書） 1963
- 『20世紀の科学』（ダイヤモンド社） 1964
- 『21世紀への科学 世界をかえた発明』（あかね書房、少年少女20世紀の記録） 1964
- 『技術・科学・社会 歴史と未来』（林書店） 1967
- 『宇宙開発競争』（岩崎書店、少年少女宇宙開発の科学） 1968
- 『宇宙科学への招待』（潮新書） 1968
- 『宇宙旅行』（偕成社、ジュニア博物館） 1968
- 『科学は経済をどう変える 技術革新時代のプロモーター』（講談社ブルーバックス） 1968
- 『2001年日本月探検隊』（岩崎書店、少年少女宇宙開発の科学） 1969
- 『2001年の世界』（偕成社、ジュニア博物館） 1969
- 『宇宙開発競争 惑星への道30年』（ダイヤモンド社） 1970
- 『人類への警告 生命を蝕む科学文明の実態』（潮出版社） 1971
- 『21世紀の世界 未来の科学と生活』（古屋勉絵、岩崎書店、少年少女未来シリーズ） 1972
- 『新しい世界史の見方』（講談社現代新書） 1972
- 『人間解放のために 理想と学問に生きる』（大和出版販売、グリーン・ブックス） 1973
- 『人間と情報 ユーラシア文明の視点から』（新時代社） 1973
- 『歴史はどこへ向かうか ユーラシア文明の視点から』（第三文明社） 1973
- 『世界史はどう見るべきか その5つの要点』（大和出版販売、グリーン・ブックス） 1975
- 『日本近代二百年の構造』（講談社現代新書） 1976
- 『新しい科学史の見方 現代科学の再生を求めて』（講談社ブルーバックス） 1978
- 『ちきゅうはどれくらいおおきいか』（佐藤守絵、岩崎書店、知識の絵本） 1979
- 『「願望」はゼッタイかなえられる 心に願望の磁石をつくる超心理学の秘密』（こう書房） 1980、のち改題『逆境のときに読む成功哲学 不可能を可能にする想念の力とは』（PHP文庫）
- 『願望をゼッタイかなえる信念の魔術』（ロングセラーズ、ムックの本） 1982
- 『「想念法」で奇跡は起こせる 「願望」はゼッタイかなえられる・実践編』（こう書房） 1982
- 『運命は思い通りに操れる!』（ロングセラーズ ムックの本） 1983
- 『法華経の大想念力 あなたの願望を必ず実現する法』（徳間ブックス） 1983
- 『奇跡を起こす法華経の読み方 大きく生まれ変わるための20項』（こう書房） 1984、のち三笠書房・知的生きかた文庫
- 『人生に救い法華経の奇跡 信じられない何かが起こる』（ベストセラーズ、ワニの本） 1984
- 『成功への見えざる法則 この法則を知れば、願望は必ず達成できる』（こう書房） 1984
- 『第三の世界史 西欧中心でない真の世界史』（偕成社） 1985、のち改題『世界史の新しい読み方 30ポイントで理解する 脱「ヨーロッパ中心史観」で考えよう』（PHP文庫）
- 『21世紀・世界はこうなる』（PHP研究所） 1986
- 『日本がアメリカを追い抜き韓国に蹴落とされる理由 浮かれる日本が孤立する日』（経済界） 1986
- 『アメリカの没落 東アジアの時代がくる』（徳間ブックス） 1987
- 『人間はここまで強くなれる』（三笠書房） 1987、のち知的生きかた文庫
- 『運命好転の法則 願望を実現させる無限パワーの秘密』（こう書房） 1988
- 『世界史の変革 ヨーロッパ中心史観への挑戦』（吉川弘文館） 1988
- 『成功の黄金律』（三笠書房） 1989
- 『一人が世界を変える ベートーヴェンとノーベルに学べ』（日本教文社） 1989
- 『願望達成の絶対法則 必ず成功するための20章』（日本教文社） 1990、のちサンマーク文庫
- 『夢を実現させる信念の魔術』（三笠書房） 1991、のち改題『一日の中でもっとも愉快なことを真っ先に考えよう! マーフィーの成功法則』 1994、のち知的生きかた文庫、のち改題『いつも「プラスのこと」だけ考えよう!』（王様文庫）
- 『「願望」はゼッタイかなえられる 運命が好転し人生が改造される超心理学「想念法」のマジック 決定版』（こう書房） 1992
- 『戦争はなくならない 世界史の正しい読み方』（光文社、カッパ・サイエンス） 1992
- 『不思善不思悪で成功する! 禅の教えを活かした大願成就の法』（徳間ブックス） 1992
- 『壁は越えられる 逆境こそチャンスだ!』（日本教文社） 1993
- 『心に強く願うことは、必ず実現する! ナポレオン・ヒルは言った!』（三笠書房、知的生きかた文庫） 1993
- 『「やる気」の哲学』（三笠書房） 1993、のち改題『成功する「やる気」の哲学』（知的生きかた文庫）
- 『これでいいのか世界史教科書 人類の転換期に問う』（光文社、カッパ・サイエンス） 1994
- 『失敗するマーフィーから成功するマーフィーへ 成功と幸福への道』（同文書院） 1994
- 『運命好転の法則 超心理学「想念法」であなたの願望はかなえられる!! 決定版』（こう書房） 1995
- 『「願望実現」祈り方の超秘訣』（徳間書店） 1995
- 『激突! マーフィーの法則 皮肉屋vs.楽天家の名言・格言集』（日本教文社） 1995
- 『J.マーフィーに学ぶ自分流の豊かな生き方 願望実現の秘訣』（騎虎書房） 1995
- 『あなたの夢、実現します プラス思考と脳内ヤル気革命』（騎虎書房） 1996
- 『なりたい自分になれる成功の法則』（ロングセラーズ、ムックの本） 1996
- 『マーフィーの成功人生の法則』（扶桑社文庫） 1996
- 『マーフィーの「超」成功法』（扶桑社文庫） 1996
- 『言霊の法則 言葉の選び方ひとつで人生が変わる』（サンマーク出版） 1997、のち文庫
- 『勝利への聖典 世界の賢者たちの教え』（経済界） 1997
- 『夢をあきらめる前にひらく本 ナポレオン・ヒルに学ぶ成功のテクニック』（騎虎書房） 1997
- 『信念の力 成功への意識革命』（PHP研究所） 1998
- 『マーフィーあなたは成功するために生まれてきた!』（三笠書房） 1998
- 『その気になればできる人 プラス思考で行動すれば、すべてはうまくゆく』（オーエス出版） 1999
- 『老後に勝つ! 賢人の知恵と経験の活用法』（経済界） 1999
- 『やりなおしの世界史 四大文明の発祥から現代まで、民族のドラマが手にとるように理解できる』（オーエス出版） 2000
- 『スーパー世界史』（講談社、スーパー文庫） 2001
- 『達成力』（サンマーク出版） 2002
- 『今日から人生に奇跡を起こす! 壁を破り、未来を拓く100のヒント』（PHP文庫） 2004
- 『驚くほど「願望」がかなう魔法の公式 あなたの運命はみるみる好転する!』（こう書房） 2005
- 『「信念の魔術」の真理』（ロングセラーズ） 2007
- 『たえず強く念じなさい。すべては実現する! この成功法則があなたに奇跡をおこす!』（ロングセラーズ） 2012
- 『「強く念じる人」が運命を操れる』（ロングセラーズ） 2016

### 共著
- 『大むかしと未来の世界』（小畠郁生共著、小野田俊絵、偕成社、理科なぜ知っていますか） 1970

## 翻訳
- 『信念 自分を豊かにする知恵と行動』（ロバート・シュラー、三笠書房） 1985
- 『人間向上の知恵』（ノーマン・V・ピール、三笠書房） 1986、のち知的生きかた文庫
- 『成功の秘訣』（ノーマン・V・ピール、三笠書房） 1987、のち改題『だれの辞書にも不可能という文字はない』（知的生きかた文庫）
- 『どうすれば最高の生き方ができるか』（ノーマン・V・ピール、三笠書房） 1990、のち知的生きかた文庫
- 『歪んだ大国・日本 繁栄を支える矛盾』（R・トーマス、原書房） 1990
- 『自分の運命をひらく力!』（ラルフ・W・トライン、三笠書房） 1991
- 『繁栄の時は今! 豊かな人生を築く12章』（ジャック&コーネリア・アディントン、日本教文社） 1992
- 『人生が驚くほど逆転する思考法』（ノーマン・V・ピール、三笠書房） 1995、のち知的生きかた文庫
- 『勝者に学べ! 成功の大法則』（ウォルター・ステイプルズ、三笠書房） 1996
- 『自分を変える心の魔術 マルツ博士の「サイコ・サイバネティクス」』（マクスウェル・マルツ、三笠書房） 1997

## 論文
- ＜謝世輝
- ＜河津世輝